# انفانتا آنا دي جيسوس ماريا، ماركيزة لولي
انفانتا آنا دي جيسوس ماريا من البرتغال (بالبرتغالية: Ana de Jesus Maria de Bragança‏) (23 أكتوبر 1806 - 22 يونيو 1857) هي انفانتا (أميرة) برتغالية، فهي بطبع الابنة الصغرى لجواو السادس ملك البرتغال وكارلوتا خواكينا من إسبانيا، فبعد ولادتها بعد بوقت قصير، بدأ تفاقم الخلاف بين والديها الذي لم ينتهي إلا بعد وفاتهما، تزوجت في 1827 من نونو خوسيه سيفيرو دي مندونزا روليم دي مورا باريتو كان ماركيز لولي هو ليس من سليل العائلة المالكة، ولكن أصبح لاحقا ولعدة مرات على رأس قائمة رئاسة وزراء في المملكة، وأيضا هي جدة الكبرى لـ المطالب بيدرو جوزيه فولكي ومنافس لـ ميغيليين مطالبون بالعرش من خط الذكور.